# 河原君
河原君（韓語：하원군，1545年2月4日（仁宗元年正月二十三）—1597年11月11日（宣祖三十年十月初三）），諱李鋥（韓語：이정），字伯剛（韓語：백강），是朝鮮王朝時代的王族成員，朝鲜王朝第14代君主宣祖李昖之兄長。

## 生平
李鋥是德興大院君李岹與河東府大夫人鄭氏之子，有同母弟弟河陵君李鏻與宣祖，明宗十三年（1558年）封河原正（韓語：하원정），到明宗十六年（1561年）昇河原君，授承憲大夫（韓語：승헌대부）。
史載李鋥以自己是國王的兄長而「無所我何，狂縱妄悖，無所不至。」，司諫院曾要求懲治他，可是宣祖不允許，後更分別在宣祖三年（1570年）追崇德興君而陞正一品嘉德大夫（韓語：가덕대부）及在宣祖十年（1570年）以大院君奉祀者陞顯祿大夫（韓語：현록대부）。
萬曆朝鮮之役時他成為奮義復讐軍（韓語：분의복수군）一員，死後因而在宣祖三十八年（1605年）被追封為扈聖原從二等功臣（韓語：원종공신）。
宣祖三十年十月初三（1597年11月11日）河原君逝世，虛歲53歲，英祖三十四年（1758年）加諡號懿獻（韓語：의헌）。

## 家族關係
- 祖父：朝鮮中宗李懌
- 祖母：昌嬪安氏
- 父親：德興大院君李岹
- 母親：河東府大夫人鄭氏
- 正室：南陽郡夫人（朝鲜语：남양군부인）洪氏，江寧君洪暹女[8][1]
  - 長子：唐恩君李引齡
  - 次子：益城君（朝鲜语：익성군 (1566년)）李享齡
  - 三子：寧堤君（朝鲜语：영제군）李錫齡，出繼叔父河陵君後
  - 長女：李稀齡，適德平府院君奇自獻（朝鲜语：기자헌）
- 繼室：新安郡夫人李氏，李義老（韓語：이의로）女[8][1]
- 側室：良人，任氏[9]
  - 庶長子：成海副正（朝鲜语：성해부정）李宗齡
  - 庶次女：李繼齡，適金克家（韓語：김극가）
- 妾室：白氏[10]
  - 庶次子：長臨都正（朝鲜语：장림도정）李德齡
  - 庶長女：李慶齡，適姜克裕（韓語：강극유）
  - 庶三女：李淑齡，適金廷立（韓語：김정립）
  - 庶四女：李永齡，適劉轍（韓語：유철）[11]
- 妾室：安氏[12]
  - 庶三子：蓮城守（朝鲜语：연성수）李福齡
- 妾室：良人李氏[13]
  - 庶四子：珍山君（朝鲜语：진산군 (이유령)）李有齡
  - 庶五子：珍城君（朝鲜语：진성군）李海齡
  - 庶六子：珍陽君（朝鲜语：진양군 (왕족)）李聃齡
  - 庶五女：李玉齡，適南英立（韓語：남영립）

## 附註
1. 1 2 3 4 5 6 7  .   [2014-11-22]. （原始内容存档于2014-11-29）.
2. ↑  《宣祖實錄》6卷·五年九月十四條
3. ↑  《宣祖實錄》11卷·十年三月二十四條
4. ↑  《宣祖實錄》79卷·二十九年閏八月十四條
5. ↑  《孤潭逸稿·卷之四·附錄》
6. ↑  《英祖實錄》92卷·三十四年十月十一條
7. ↑  《承政院日記》英祖四十七年四月十一條
8. 1 2  《璿源系譜紀略》10卷·中宗大王
9. ↑  《璿源系譜》V48 的存檔，存档日期2014-11-29.
10. ↑  《璿源系譜》V48 的存檔，存档日期2014-11-29.
11. ↑  《璿源系譜》V48 的存檔，存档日期2014-11-29.
12. ↑  《璿源系譜》V48 的存檔，存档日期2014-11-29.
13. ↑  《璿源系譜》V48 的存檔，存档日期2014-11-29.

| 前任： 父親德興大院君李岹 | 都正宮宗主 | 繼任： 長子唐恩君李引齡 |